# Oberonia chandrasekharanii
Oberonia chandrasekharanii är en orkidéart som beskrevs av V.J.Nair, V.S.Ramach. och R. Ansari. Oberonia chandrasekharanii ingår i släktet Oberonia och familjen orkidéer. Inga underarter finns listade i Catalogue of Life.